# Laukhella
Laukhella est une localité du comté de Troms, en Norvège.

## Géographie
Administrativement, Laukhella fait partie de la kommune de Lenvik.